# 南町 (福島市)
南町（みなみまち）は、福島県福島市の町名。丁番を持たない単独町名である。郵便番号は960-8162。

## 地理
市の本庁所管にあたる中央東地域に属し、中央地域で唯一荒川より南側に位置し、また五十辺地区を除く中央地域では唯一住居表示が未実施である。東西は阿武隈川からJR東北本線にかけて、南北は福島市道向町南町線、大森川から荒川にかけての範囲を町域とする。北で荒川を挟み西から清明町、柳町、御倉町と、東で阿武隈川を挟み渡利と、南東で濁川を挟み鳥谷野と、南で郷野目と、西で方木田とそれぞれ隣接する。上町に所在する 福島警察署及び天神町に所在する福島消防署のそれぞれ管轄にあたる。1947年に福島市に編入された旧杉妻村の郷野目、鳥谷野と1955年に同じく福島市に編入された旧吉井田村の方木田の境界部を変更し新設され、吉井田、杉妻両地域より中央地域へ移管された町域である。町域は住宅地が広がっており、中央を旧国道4号（現福島県道148号水原福島線が貫き、また西へ旧国道115号（現福島市道南町佐倉下線）が分岐する交通の要衝であり、バイパス網が整備された現在においても交通量は多い。町域の三方を河川に囲まれ、中央部も河川が東西に貫いており、南東では大森川と濁川が合流したのちに阿武隈川へと、北東では新川と荒川が阿武隈川へとそれぞれ流れ込むことから、水害の発生が起きており、1986年8月5日に発生した8.5水害では堤防の決壊により最大深度4～5mの浸水被害が発生した。

### 河川
- 阿武隈川
  - 濁川
    - 大森川

  - 新川
  - 荒川

## 世帯数と人口
2021年（令和3年）10月31日現在の世帯数と人口は以下の通りである。
| 町丁 | 世帯数  | 人口  |
| ---- | ------- | ----- |
| 南町 | 457世帯 | 801人 |

## 交通

### 鉄道
- 町域西端をJR東北本線が縦断する。

### 道路
- 福島県道148号水原福島線（旧国道4号）
  - 信夫橋
  - 荒川く道橋
- 福島市道145号南町稲場線
  - 鳥谷野橋
- 福島市道南町佐倉下線（旧国道115号）

### バス
福島交通路線バス
- 信夫橋バス停

## 施設
- 福島市立福島第一中学校
- 福島南町郵便局
- 福島銀行福島南支店
- イエローハット福島南町店